# Вовчківці (Тернопільський район)
Во́вчківці — село в Україні, у Зборівській міській громаді Тернопільського району Тернопільської області. Розташоване на річці Стрипа, на заході району. До 2016 року — центр однойменної сільської ради, якій були підпорядковані села Івачів та Нище.
З облікових даних виключений хутір Подвірний у зв'язку з переселенням жителів.
Населення — 215 осіб (2002).

## Історія
Перша писемна згадка — 1724.
1848 року через Вовчківці йшли російські війська, походом на Угорщину.
Діяли товариства «Просвіта» (від 1923), «Рідна школа», «Сільський господар», «Каменярі», Хліборобський вишкіл молоді, кооператива.
30 червня 1941 року село відзначилося масовими зібраннями з нагоди Акту проголошення Української Держави у Львові.
12 червня 2020 року, відповідно до розпорядження Кабінету Міністрів України № 724-р «Про визначення адміністративних центрів та затвердження територій територіальних громад Тернопільської області» увійшло до складу Зборівської міської громади.
19 липня 2020 року, в результаті адміністративно-територіальної реформи та ліквідації Зборівського району, село увійшло до складу Тернопільського району.

## Пам'ятки
- Є церква святого Димитрія (1886; кам'яна) і дерев'яна церковця Св. Дмитрія 1724, ХХ ст. [Архівовано 21 червня 2013 у Wayback Machine.].
- Стрипський заказник.

## Пам'ятники
Насипано символічну могилу УСС (1919), встановлено пам'ятник Тарасу Шевченку (1991).
Скульптура Матері Божої з Ісусом
Щойновиявлена пам'ятка монументального мистецтва. Розташована в центрі села біля церкви.
Робота масового виробництва, виготовлена із каменю (встановлена ХІХ ст.).
Скульптура — 1,2 м, постамент — 1,4×0,7×0,7 м, площа — 0,0002 га.
Скульптура Ісуса
Щойновиявлена пам'ятка монументального мистецтва. Розташована в центрі села біля церкви.
Робота масового виробництва, виготовлена із каменю (встановлена ХІХ ст.).
Скульптура — 1,2 м, постамент — 1,4×0,7×0,7 м, площа — 0,0002 га.

## Соціальна сфера
Діють загальноосвітня школа І-II ступенів, клуб, бібліотека, ФАП, відділення зв'язку.

## Галерея

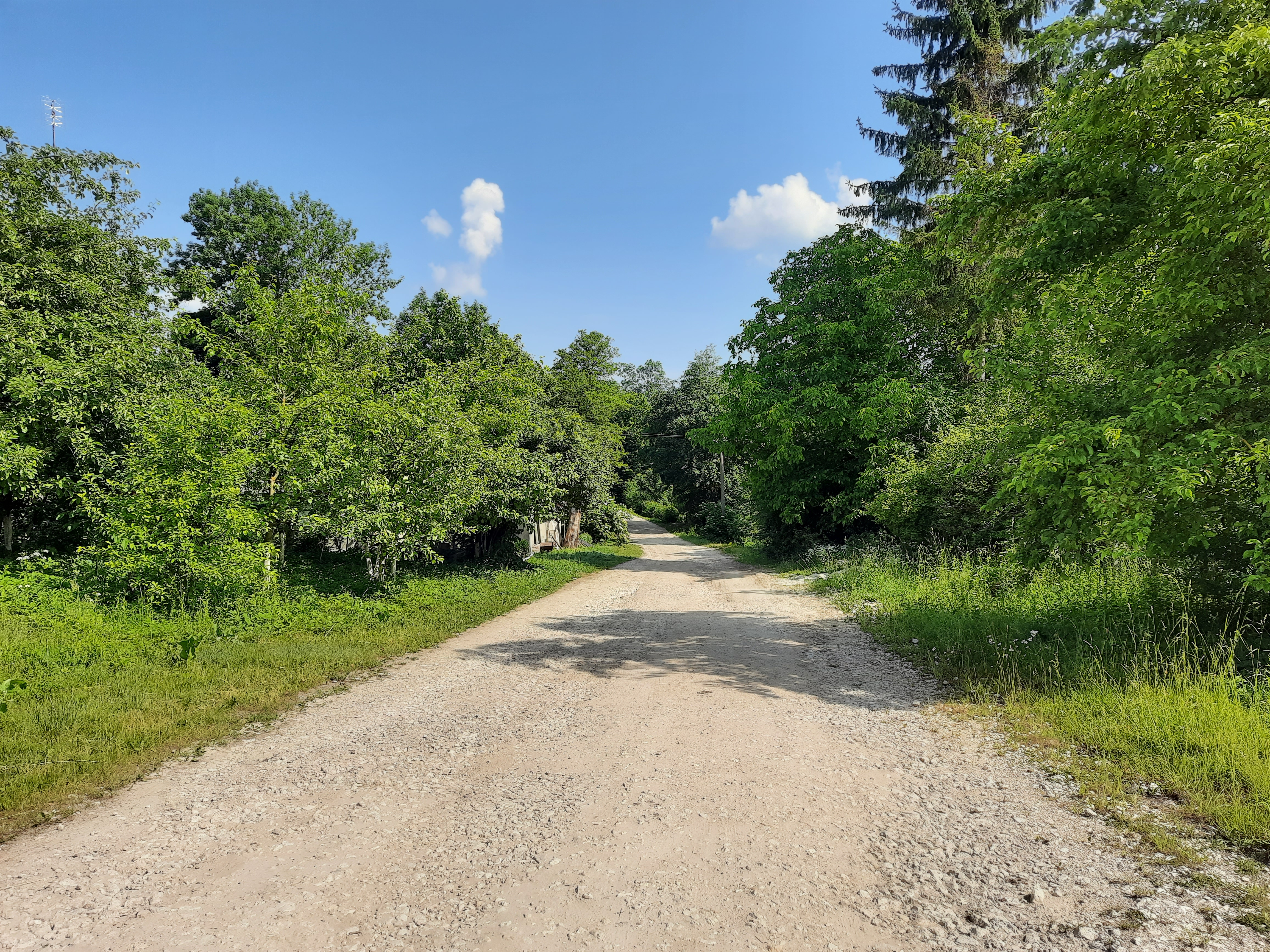
В'їзд у село
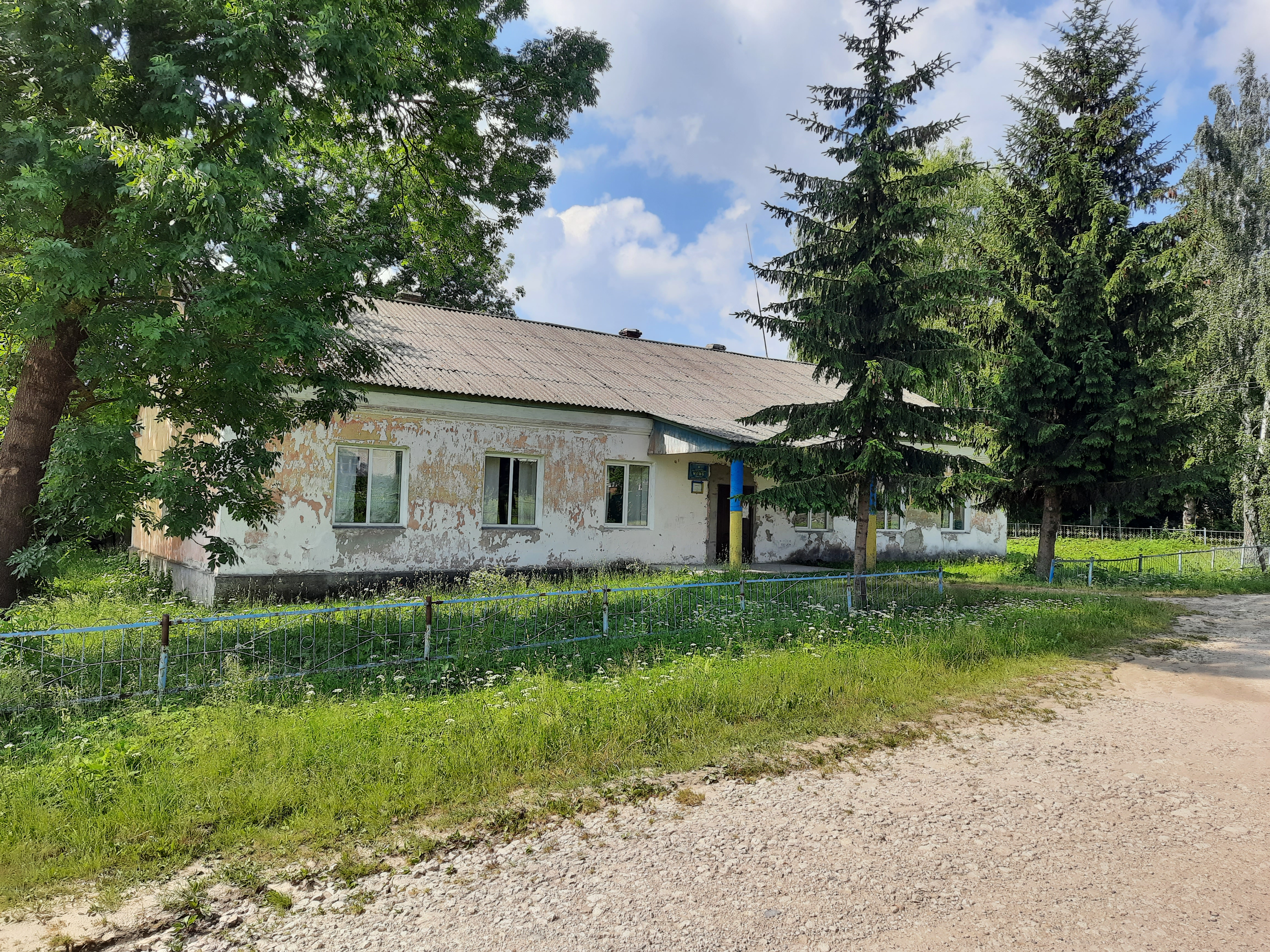
Клуб
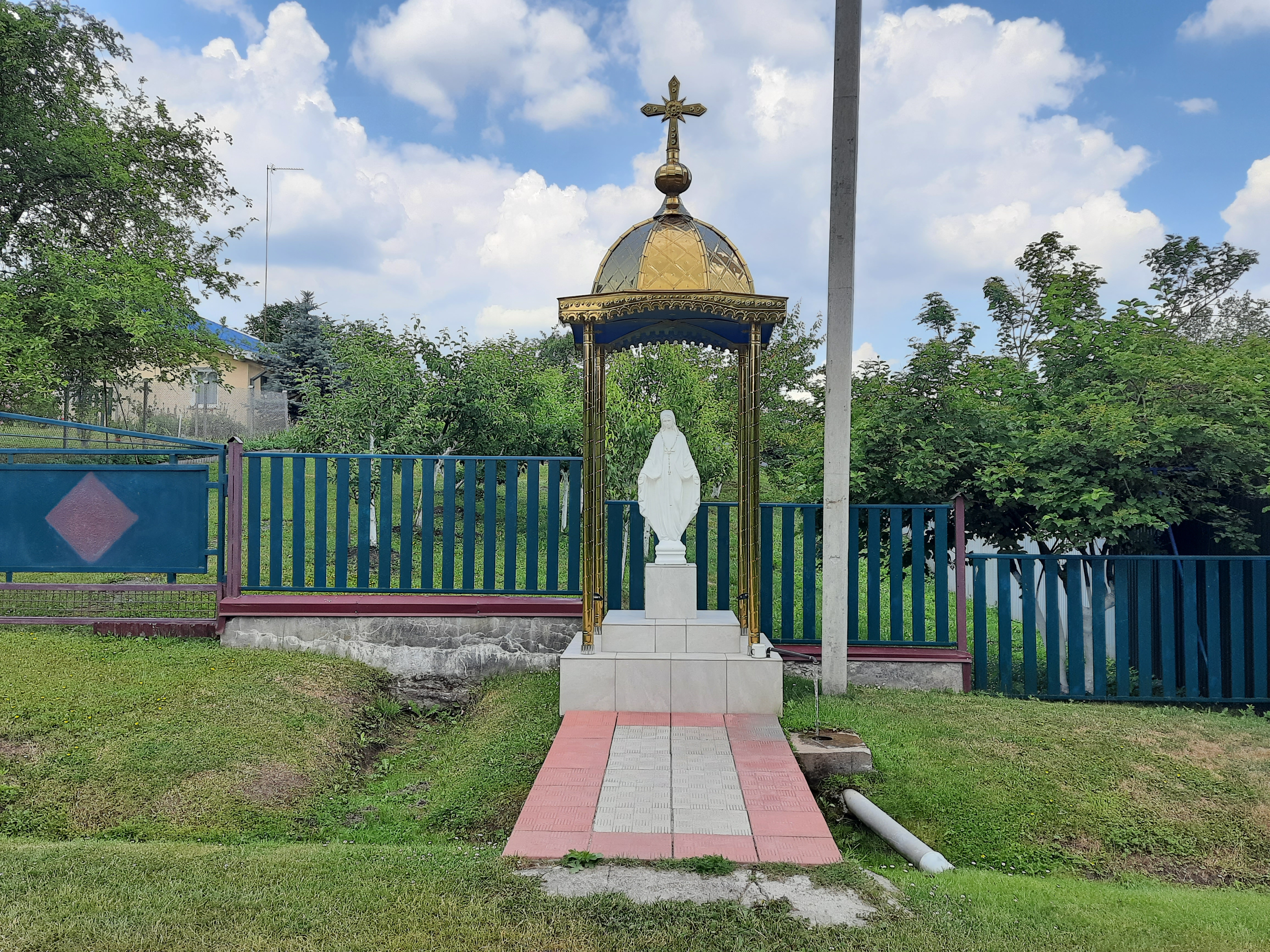
Статуя Божої Матері